# Laphria fernaldi
Laphria fernaldi là một loài ruồi trong họ Asilidae. Laphria fernaldi được Back miêu tả năm 1904.